# Sabadel-Latronquière

Sabadel-Latronquière este o comună în departamentul Lot din sudul Franței. În 2009 avea o populație de 91 de locuitori.

## Evoluția populației
| An        | 1975 | 1982 | 1990 | 1999 | 2006 | 2009 |
| --------- | ---- | ---- | ---- | ---- | ---- | ---- |
| Populație | 156  | 140  | 112  | 89   | 94   | 91   |